# Potomje
Potomje je naselje u Dubrovačko-neretvanskoj županiji u općini Orebić. 

## Zemljopisni položaj
Potomje je staro naselje smješteno u središnjem dijelu Pelješke Župe na 300m nadmorske visine, 2,5 km udaljeno od mora, 15 km jugoistočno od Orebića.

## Zanimljivosti
Zbog lakšeg pristupa južnim, s pučinom suočenim padinama iz Potomja je probijen 400 m dugi tunel koji je i izvanredna turistička atrakcija. Izlaskom iz tunela cesta vodi do naselja na obali, desno do Potočine, a lijevo u Borak. 

## Gospodarstvo
Smješteno u zapadnom dijelu vinorodnoga područja Dingač, Potomje je središte proizvodnje najboljih crnih vina Hrvatske (Dingač, Postup, Plavac). Stanovništvo se bavi uzgojem vinove loze, poljodjelstvom i proizvodnjom čuvenih vina zaštićenog geografskog podrijetla.

## Povijest
Zbog lakšeg pristupa južnim, s pučinom suočenim padinama 1976. g. iz Potomja je probijen 400 m. dug tunel.
Dok tunel još nije bio izgrađen ljudi su išli preko brda kako bi obrađivali vinovu lozu, masline i ostalo. Tada se teret (alat, grožđe, ostali plodovi...) nije mogao lako prenijeti ručno. U tim poslovima su pomagali magarci i mazge. Ti poslovi su bili veoma teški za ljude i za životinje, zato je bilo uobičajno na povratku u Potomje stati na vrhu brda. Na tom mjestu još i danas stoji kameni križ koji su Potomjani izgradili.
- U Potomju i bližoj okolici postoji 5 crkvi: Crkva sv. Petra u polju je na groblju Potomja je iz 14. stoljeća.

Crkva sv. Tome iznad Potomja dorađeno je djelo ranog baroka, s tročlanom preslicom zvonika.
Crkva sv. Jurja nalazi se na istoimenom vrhu iznad Potomja.
Crkvica sv. Lucije u Potomju privatna je zavjetna kapela obitelji Šimunković, podignuta u 19. stoljeću uz dvorište njihove obiteljske kuće. Nad vitkim portalom je javni sat, a na vrhu portala metalni gloriet za zvono.
Crkva sv. Vida usred polja prema Kuni na malom je humku srednjovjekovnog groblja s niskom poluvaljkastom apsidom romaničkog stila.
Krajem srpnja 1943. u talijanskome fašističkom bombardiranju srušeno je osam kuća u Potomju.

## Stanovništvo
Potomje uglavnom nastanjuju Hrvati katoličke vjeroispovjedi, a prema popisu stanovništva iz 2001. godine u mjestu živi 256 stanovnika.
| broj stanovnika | 442   | 379   | 409   | 400   | 410   | 409   | 413   | 418   | 331   | 348   | 353   | 340   | 299   | 264   | 256   | 252   | 209   |
|                 | 1857. | 1869. | 1880. | 1890. | 1900. | 1910. | 1921. | 1931. | 1948. | 1953. | 1961. | 1971. | 1981. | 1991. | 2001. | 2011. | 2021. |

## Šport
NK Grk Potomje - Nogometni klub koji se natječe u 2. županijskoj nogometnoj ligi. Osnovan je 1920. godine a ime je dobio po jednoj vrsti vinove loze, grku.

## Poznate osobe
- Rudimir Rudolf Roter, hrvatski novinar, prvi novinar Pravednik među narodima od svih hrvatskih, a pretpostavlja se i europskih novinara[6]
- Jasenka Roter Petrović, hrvatska pijanistica, kćer Rudimira Rudolfa Rotera[6]